# Black metal
Pour les articles homonymes, voir Black Metal (homonymie).
Cet article concerne le genre musical. Pour l'album de Venom, voir Black Metal (album).
Sous-genres
Ambient black metal, black 'n' roll, folk black metal, black metal industriel, post-black metal (blackgaze), black metal psychédélique, raw black metal
Genres dérivés
Black metal symphonique, viking metal, war metal
Genres associés
Black doom, blackened death metal, pagan metal, dungeon synth
Le black metal est un sous-genre du heavy metal ayant émergé en Europe au milieu des années 1980, développé dans les pays scandinaves, notamment en Norvège, au début des années 1990. Comme le thrash metal, le black metal s'inspire du punk hardcore et en particulier du crust, de la nouvelle vague du heavy metal britannique, ainsi que du shock rock, et se caractérise par un son chargé d'atmosphères sombres et, parfois, par des mises en scène macabres.
Pendant les années 1980, de nombreux groupes de thrash et de heavy forment les prémices de ce qui deviendra par la suite le black metal. Cette « première vague » inclut des groupes comme Venom, Bathory, Hellhammer, Celtic Frost, Sarcófago et Mercyful Fate. Une « seconde vague », qui s'étend dans les années 1990, voit l'émergence de groupes en Norvège tels que Mayhem, Darkthrone, Burzum, Immortal, Emperor et Enslaved, mais aussi en Suède avec Abruptum, Dissection, Marduk, Dark Funeral, en Finlande avec Beherit, Archgoat et Impaled Nazarene, en Grèce avec Rotting Christ et Varathron, en République tchèque avec Root et Master's Hammer, au Japon avec Sabbat, au Brésil avec Mystifier ou encore au Canada avec Blasphemy. En raison de leur mise en scène et des thèmes abordés dans leurs chansons, King Diamond et Mercyful Fate influencent nombre de musiciens de cette scène.
Initialement synonyme de « metal satanique » ou en tout cas de metal anti-chrétien, le black metal est parfois critiqué en raison de son apparence brutale et de son esprit misanthropique. De plus, certains groupes de black metal sont liés à des faits divers tels que des meurtres, des suicides, des incendies d'églises comme celui de la Stavkirke de Fantoft en Norvège par l'Inner Circle. Il convient néanmoins de remarquer que de nombreux groupes de black metal ne sont pas réellement « satanistes ». La symbolique violente ou lugubre utilisée sur les pochettes d'album ou dans les clips ne l'est souvent qu'à titre artistique et folklorique. La nouvelle vague du black metal atmosphérique / post black metal est d'ailleurs essentiellement instrumentale et pose une ambiance plus audible pour un public profane, tout en gardant une agressivité et une atmosphère très sombre.

## Histoire

### Première vague

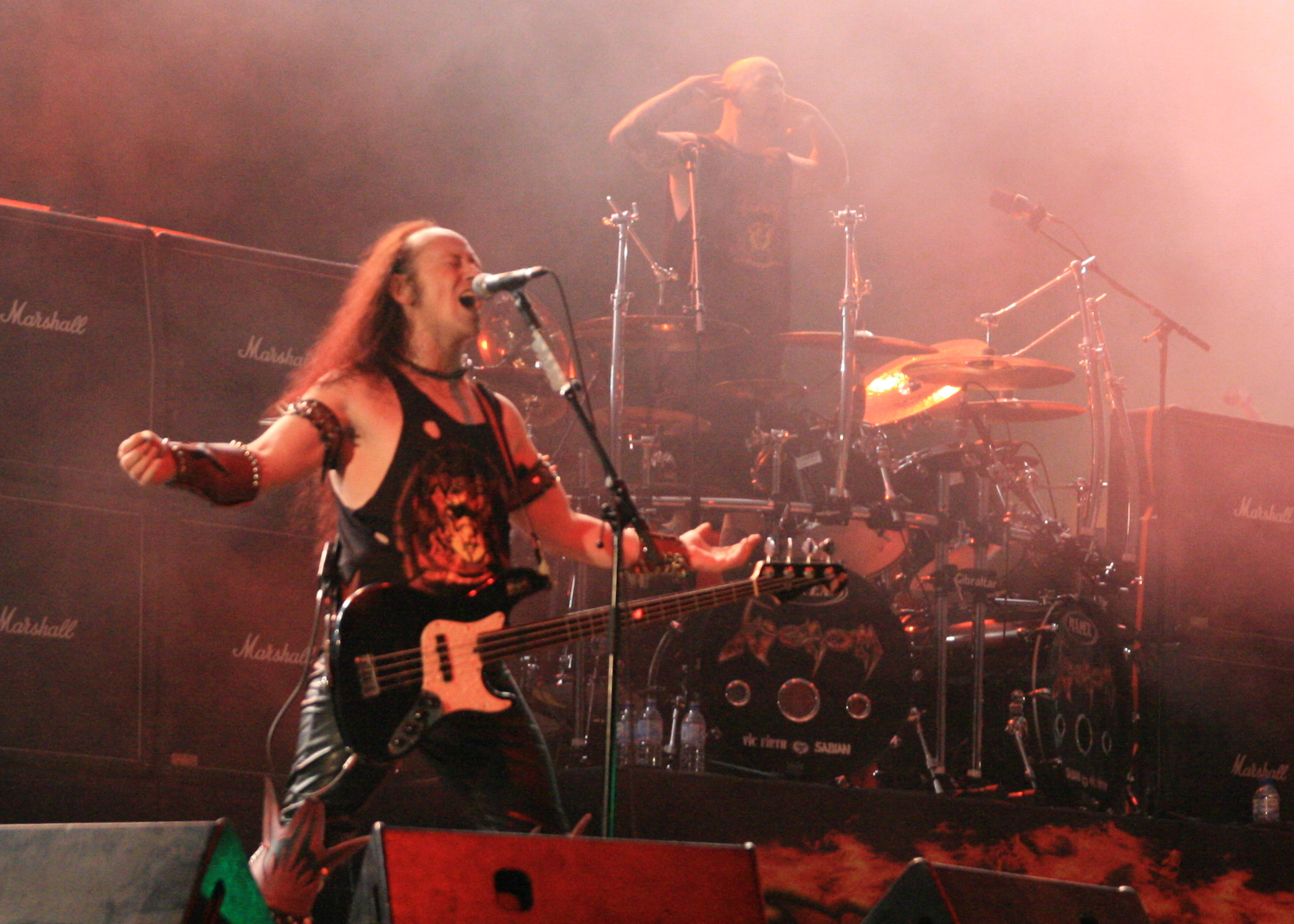
Le titre de l'album Black Metal de Venom a inspiré le nom du genre.

La première vague du black metal se réfère à ces groupes, au cours des années 1980, ayant influencé la scène black metal, et formé les prémices du genre. Il s'agissait souvent de groupes de speed metal ou de thrash metal,. Le terme « black metal » est inventé par le groupe britannique Venom, avec leur deuxième album Black Metal (1982). Bien que considéré comme du thrash metal plutôt que du black metal par rapport aux normes du genre actuel, les paroles de l'album se centrent davantage sur une imagerie anti-chrétienne et satanique. Leur musique est rapide, et s'accompagne d'une production de type « dirty » et d'une voix rauque. Les membres de Venom adoptent également des pseudonymes, une pratique qui se généralise parmi les musiciens de black metal. Le groupe danois Mercyful Fate influence la scène norvégienne avec leurs images et paroles. Le leader du groupe King Diamond, maquillé sur scène dans un style macabre noir et blanc, inspire ce qui deviendra le « corpse paint ».
Un autre groupe ayant affecté le black metal est celui originaire de Suède, Bathory, dirigé par Thomas Forsberg sous le pseudonyme de Quorthon. À cette période, la musique de Bathory est sombre, rapide, fortement déformée, lo-fi et accompagnée de paroles anti-chrétiennes. En parallèle, Quorthon devient le premier à utiliser la voix cassante qui définira plus précisément le black metal. Le groupe joue de cette manière sur les premiers albums Bathory (1984), The Return of the Darkness and Evil (1985), Under the Sign of the Black Mark (1987), et Blood Fire Death (1988). Avec Blood Fire Death et les deux albums suivants, Bathory lance le style par la suite connu sous le nom de viking metal.
D'autres groupes généralement considérés comme partie intégrante de ce mouvement incluent Hellhammer, et Celtic Frost (de Suisse), Kreator, Sodom et Destruction (d'Allemagne), Bulldozer, et Death SS (d'Italie).

### Fin de la première vague

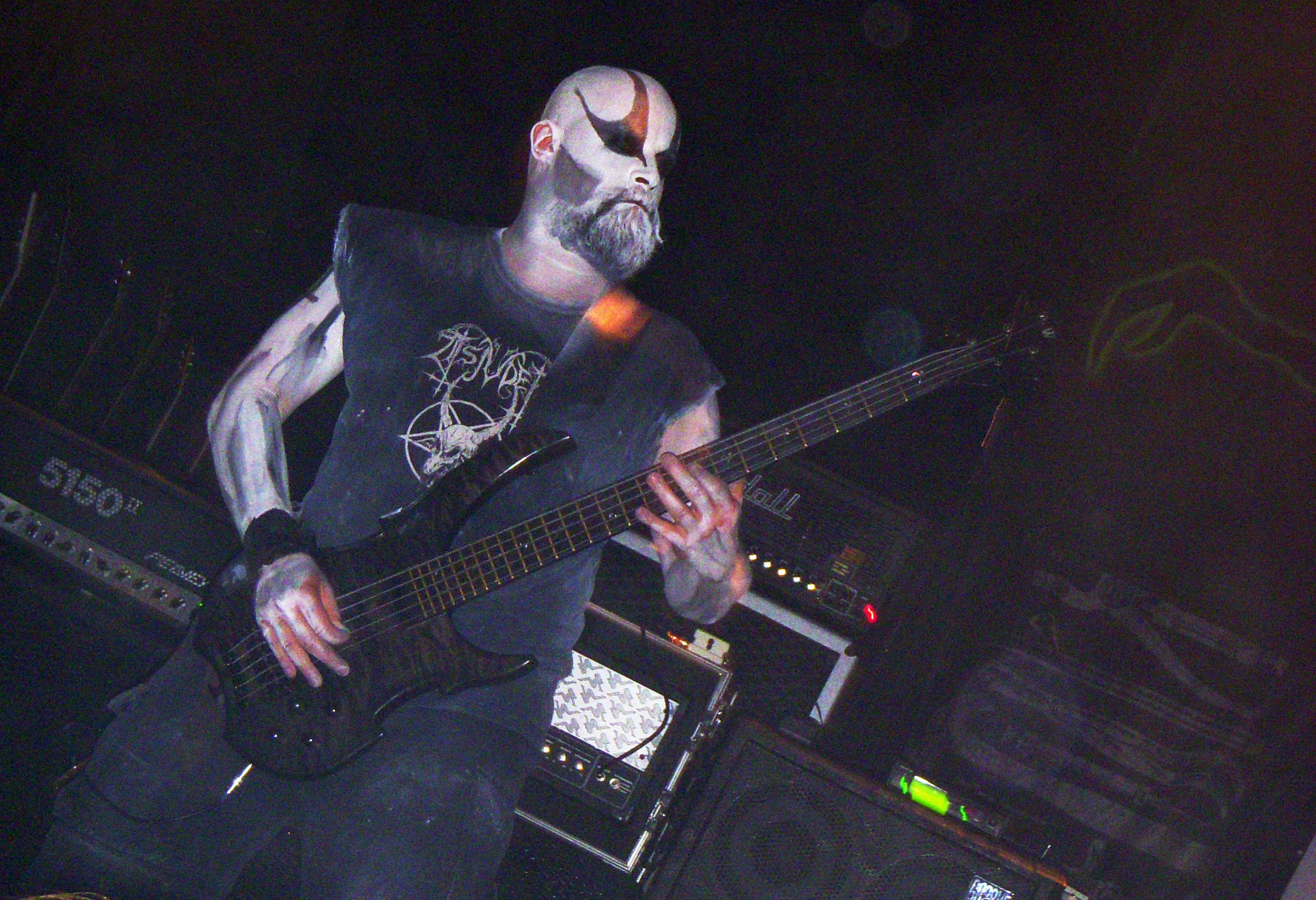
Seidemann, bassiste du groupe 1349.

En 1987, dans la cinquième édition du fanzine Slayer, Metalion explique que « le dernier cri poussé par des groupes black/satanique semble s'essouffler », la tradition se poursuit par quelques groupes comme Incubus, Morbid Angel (des États-Unis), et Sabbat (de Grande-Bretagne), Tormentor (de Hongrie), Sarcófago (du Brésil), Grotesque,, et Treblinka,, Tiamat à ses débuts, (de Suède). D'autres groupes de black metal incluent Sabbat (formé en 1983 au Japon), Parabellum (formé en 1983 en Colombie), Salem (formé en 1985 en Israël), et Mortuary Drape (formé en 1986 en Italie). Le groupe japonais Sigh, formé en 1990, était en contact régulier avec des membres clés de la scène black metal norvégienne. Le premier album, Scorn Defeat, devient « album culte dans l'univers du black metal. »
Dans les années précédant la scène black metal norvégienne, des enregistrements importants sont commercialisés par Root et Master's Hammer (de Tchécoslovaquie), Von (des États-Unis), Rotting Christ (de Grèce), Samael (de Suisse), et Blasphemy (du Canada), dont le premier album Fallen Angel of Doom est considéré comme l'un des albums les plus influents du style war metal (également connu sous le nom de war black metal ou bestial black metal). Fenriz, du groupe norvégien Darkthrone, décrit le premier album de Master's Hammer, Ritual, comme le « premier album de black metal norvégien, même si le groupe est originaire de Tchécoslovaquie. »
Dans les pays nord-européens, les groupes commencent à se référer à ces groupes ou aux plus anciens de la première vague. En Suède, ils comprenaient Marduk, Dissection, Nifelheim, et Abruptum. En Finlande, il existe une scène ayant émergé mélangeant les influences de la première vague de black metal avec des éléments de death metal et de grindcore, cela comprenait Beherit, Archgoat et Impaled Nazarene, dont le premier album Tol Cormpt Norz Norz Norz est considéré par Wolf-Rüdiger Mühlmann, journaliste du magazine Rock Hard, partiellement influencé dans le war metal. Des groupes comme Demoncy et Profanatica émergent pendant ce temps aux États-Unis, où le death metal était plus populaire parmi les fans de metal extrême. Le groupe norvégien Mayhem est en concert à Eiskeller in Leipzig with Eminenz et Manos en 1990, puis sort Live in Leipzig, dit avoir eu une forte influence sur la Eastern German scène, et est même appelé le début officiel du black metal allemand.

### Deuxième vague

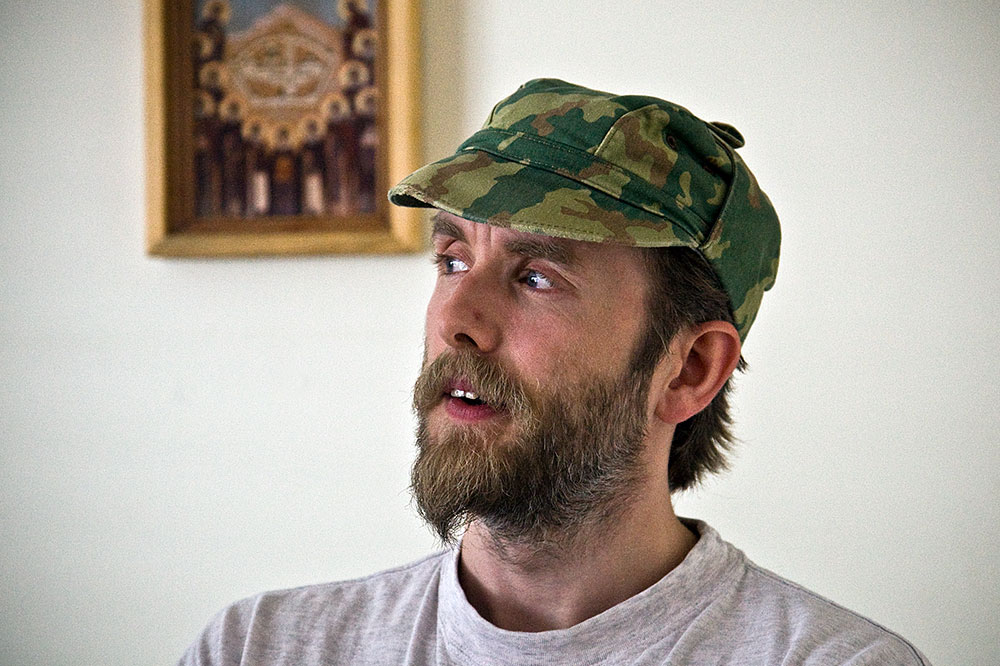
Varg Vikernes, seul membre du projet Burzum.

La deuxième vague de black metal est lancée dans les années 1990, et est menée par la scène black metal norvégienne. Au cours des années 1990 à 1994, un certain nombre d'artistes norvégiens font paraître un nouveau genre de black metal, ce qui inclut Mayhem, Thorns, Burzum, Darkthrone, Immortal, Satyricon, Enslaved, Emperor, Dimmu Borgir, Gorgoroth, Ulver, et Carpathian Forest. Ils mélangent le style de leurs prédécesseurs des années 1980 à un style musical distinct. C'est en partie grâce à un nouveau type de jeu de guitare développé par Snorre « Blackthorn » Ruch des groupes Stigma Diabolicum et Thorns, et par Øystein « Euronymous » Aarseth du groupe Mayhem,. Fenriz, du groupe Darkthrone, leur crédite cette innovation dans un certain nombre d'entrevues. Il décrit cette innovation comme un « dérivé de Bathory », et note que « ce genre de riffs est devenu le nouvel ordre pour un grand nombre de groupes dans les années 1990. »
Certains membres de ces groupes norvégiens sont responsables d'une série de crimes et de controverses, y compris des incendies d'églises et de meurtres. Dans cette scène, l'agressivité antichrétienne est devenu un incontournable pour tous les artistes de black metal. Ihsahn de Emperor croit que cette tendance peut avoir développé tout simplement « une opposition à la société, une confrontation de tous les trucs normaux. » Visuellement, les thèmes sombres de leur musique sont complétés par le corpse paint, devenu pour un bon nombre d'artistes de black metal, un moyen pour se distinguer des autres groupes de metal de l'époque.

#### Helvete et Deathlike Silence

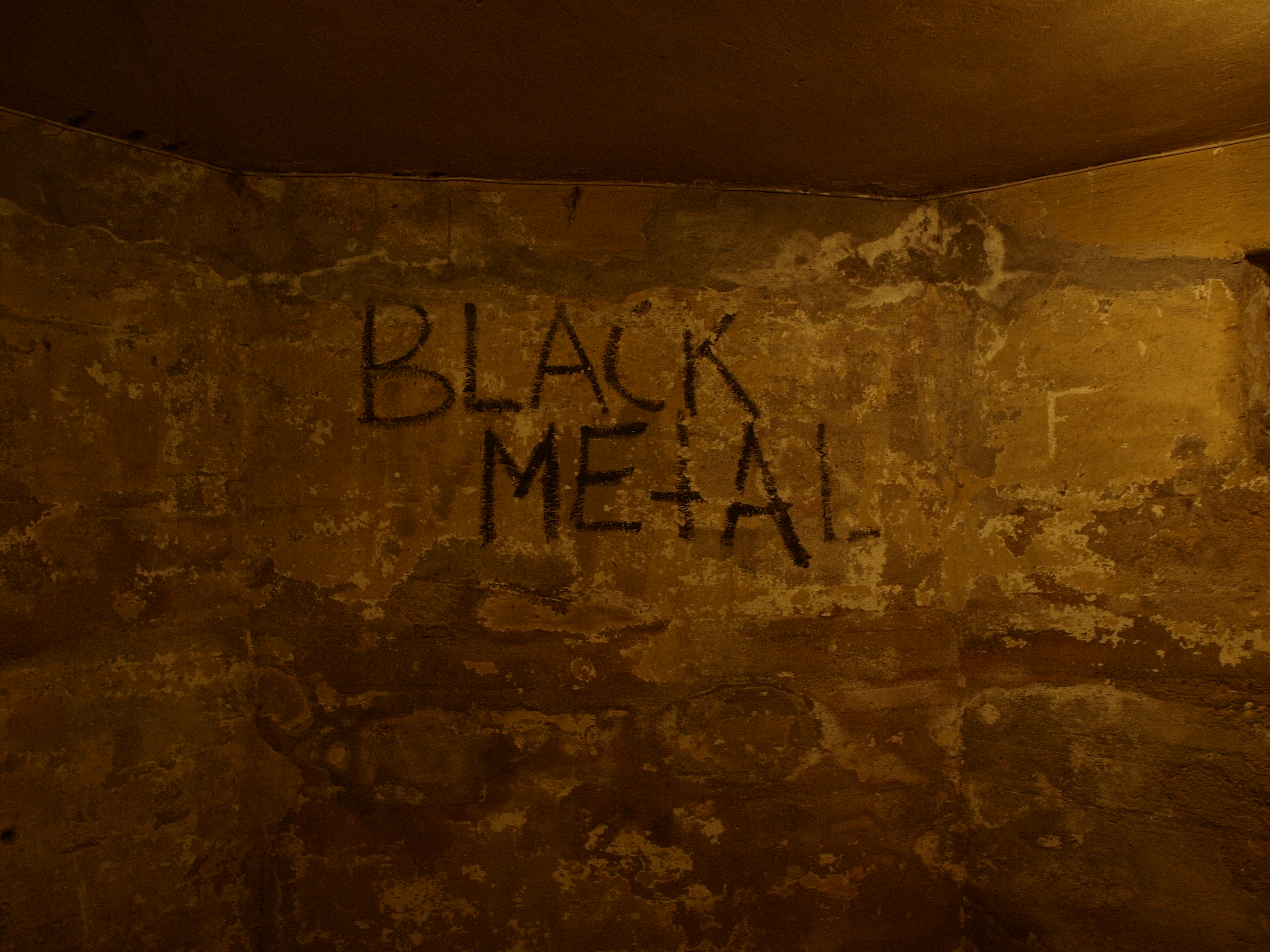
Sous-sol de Helvete, montrant les graffitis au début des années 1990.

Au cours de mai-juin 1991, Euronymous, du groupe Mayhem, ouvre un magasin de disques indépendant nommé Helvete (« l'enfer » en norvégien) à Oslo. Des musiciens de Mayhem, Burzum, Emperor, et Thorns, se sont souvent rencontré là-bas, et l'endroit est devenu connu avant tout pour les enregistrements de black metal,. Dans son sous-sol, Euronymous fonde un label discographique indépendant nommé Deathlike Silence Productions. Avec la popularité croissante de son groupe et d'autres, semblables, le succès underground du label d'Euronymous est souvent crédité pour encourager d'autres maisons de disques, qui avaient déjà boudé les projets black metal, pour ensuite revenir et de commercialiser leurs enregistrements[réf. nécessaire].

#### Suicide de Dead
Le 8 avril 1991, le chanteur de Mayhem, Per Yngve « Dead » Ohlin, met fin à ses jours dans une maison partagée par les membres du groupe,. Alors que les autres membres décrivent souvent Dead comme étrange et introverti en dehors de la scène, son personnage sur scène était très différent. Il se donnait beaucoup de mal pour ressembler à un cadavre, et ouvrait ses bras tout en chantant,. Il est trouvé avec les poignets ouverts et une balle dans la tête, par le guitariste Euronymous. Dead laisse à ses côtés une lettre d'adieu avec écrit dessus « Désolé pour tout ce sang. Personne ne pourra comprendre pourquoi j'ai fait cela. Je ne suis pas un être humain, tout ceci n'est qu'un rêve et je vais bientôt me réveiller. » Avant d'appeler la police, Euronymous rentre dans un magasin voisin, et achète un appareil photo avec lequel il photographie le cadavre, après réorganisation de certains articles. Une de ces photos est utilisée plus tard comme la couverture d'un album live appelé The Dawn of the Black Hearts.
Avec le temps, des rumeurs se répandent selon lesquelles Euronymous aurait fait un ragoût avec des morceaux cérébraux de Dead et aurait fait des colliers avec des morceaux de son crâne,. Le groupe nie la première rumeur, mais confirme la seconde. Par ailleurs, Euronymous affirme avoir donné ces colliers aux musiciens qu'il jugeait dignes. Le bassiste de Mayhem Jørn « Necrobutcher » Stubberud noté que « les gens sont devenus plus conscients de la scène black metal après que Dead se soit tiré une balle [...] Je pense que c'est le suicide de Dead qui a vraiment changé la scène. »
Deux autres membres de la scène norvégienne se sont également suicidés : Erik « Grim » Brødreskift (des groupes Immortal, Borknagar, Gorgoroth) en 1999,,, et Espen « Storm » Andersen (de Strid) en 2001.

#### Incendies d'églises

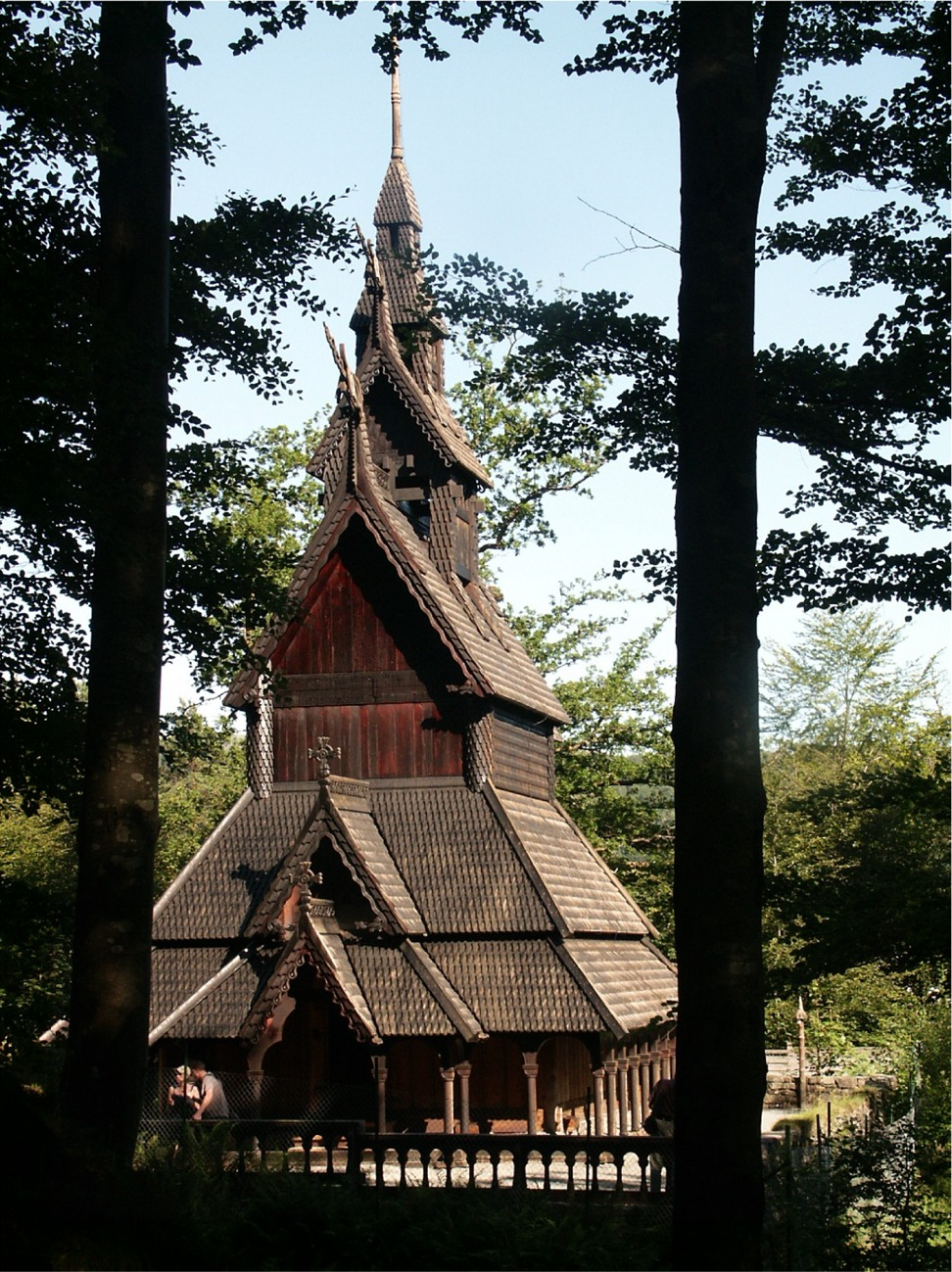
Église de Fantoft à Bergen.

Les musiciens et les fans de la scène black metal norvégienne prennent part à plus de 50 incendies criminels visant des églises chrétiennes en Norvège de 1992 à 1996. Certains de ces bâtiments dataient de centaines d'années et étaient considérés comme d'importants monuments historiques. L'un des premiers, et le plus notable, était l'église Fantoft à Bergen; Varg Vikernes, seul membre de Burzum, est soupçonné par la police d'être l'auteur de l'incendie. L'illustration de l'EP Aske est une photographie de l'église Fantoft après l'incendie. En mai 1994, il est reconnu coupable pour les incendies de Holmenkollen Chapel, Skjold Church et Åsane Church,. En parallèle à la sortie de De Mysteriis Dom Sathanas, Vikernes et Euronymous aurait aussi comploté pour faire exploser Nidaros Cathedral, qui apparaît sur la pochette de l'album. Euronymous est assassiné en août 1993, et met un terme à ce plan. Les musiciens Samoth, Faust, également de Emperor, et Jørn Inge Tunsberg, de Hades Almighty, sont également condamnés pour des incendies d'églises.
Les opinions sur les incendies d'églises diffèrent au sein de la communauté black metal. Le guitariste Infernus et l'ancien chanteur Gaahl de Gorgororth font l'éloge de ceux-ci dans des interviews. Cependant, Necrobutcher et Kjetil Manheim de Mayhem condamnent les incendies d'églises, ce dernier affirmant « C'était juste des gens qui essaient de se faire accepter dans un groupe strict [la scène black metal]... ils voulaient une sorte d'approbation. » Le chanteur Erik Danielsson de Watain a déclaré qu'il respectait ces actes comme des actes de « leur propre volonté », mais « le christianisme ne leur défaite était la dernière pièce du christianisme en eux-mêmes. C'est un très bon début, bien sûr », et que les actes n'ont pas plus loin que l'inspiration dont ils ont donné aux autres.

#### Assassinat d'Euronymous
Au début de 1993, des tensions entre Aarseth (Euronymous) et Vikernes (Count Grishnackh) se font sentir. Le 10 août 1993, Varg Vikernes assassine Euronymous. Cette nuit-là, Vikernes et Snorre « Blackthorn » Ruch (de Thorns) voyagent de Bergen à l'appartement de Euronymous à Oslo. Vikernes a mortellement poignardé Euronymous. Son corps est retrouvé à l'extérieur de l'appartement, avec 23 blessures par coupure - deux à la tête, cinq au cou, et seize au dos.
Des rumeurs expliquent que l'assassinat serait le résultat soit d'une lutte de pouvoir, un différend financier sur les enregistrements de Burzum ou une tentative de « surpasser » un coup de couteau à Lillehammer l'année précédente par un autre musicien black metal Bård « Faust » Eithun, Vikernes affirme qu'Euronymous avait comploté de le torturer à mort et de filmer l'événement - à l'aide d'une réunion sur un contrat non signé comme prétexte. Dans la nuit de l'assassinat, Vikernes prétend avoir eu l'intention de remettre à Euronymous le contrat signé et « lui dire de foutre le camp », mais qu'Euronymous aurait attaqué le premier. Vikernes déclare également que la plupart des blessures par coupure d'Euronymous sont causées par du verre cassé, lorsqu'il était tombé au cours de la lutte. Cette version est mise en doute par Faust et d'autres membres de la scène.
Quelles que soient les circonstances, Vikernes est arrêté quelques jours après et, en mai 1994, est condamné à 21 ans de prison (peine maximale de la Norvège) pour homicide volontaire, et pour quatre incendies d'églises. Vikernes sourit à la lecture de son verdict, et l'image est largement reprise dans les médias. Ce mois voit la sortie l'album de Mayhem De Mysteriis Dom Sathanas, sur lequel est présenté Euronymous à la guitare électrique, et Vikernes à la guitare basse. Avant la sortie de l'album, la famille d'Euronymous avait demandé au batteur de Mayhem, Hellhammer, de supprimer des pistes enregistrées à la basse par Vikernes. Hellhammer déclare : « Je pensais qu'il était approprié que le meurtrier et la victime soient sur le même enregistrement. J'ai laissé entendre que j'avais ré-enregistré les parties de basse, mais je ne l'ai jamais fait. » En 2003, Vikernes, dans le but de s'échapper, ne retourne pas à la prison de Tønsberg qu'il avait pu quitter après avoir obtenu un congé de courte durée. Il est arrêté peu de temps après avec une voiture volée et différentes armes. Vikernes est libéré sous caution en 2009,.

#### Conflit entre les scènes
Il existait vraisemblablement une forte rivalité entre black metal norvégien et death metal suédois. Fenriz et Tchort notent que les musiciens de black metal norvégien en avaient « marre de la scène death metal dans l'ensemble » et que le « death metal était plus cool à Oslo à l'époque. » Un certain nombre de fois, Euronymous envoie des menaces de mort à certains membres des groupes les plus traditionnels de death metal en Europe. Apparemment, un groupe de fans de black metal norvégien complotait même pour kidnapper et tuer certains musiciens de death metal suédois.
Il existait une rivalité brève entre les scènes norvégiens et finlandais en 1992 et 1993. La querelle était en partie motivée par des farces en apparence inoffensives ; par exemple, Nuclear Holocausto du groupe finlandais Beherit passait des appels téléphoniques au milieu de la nuit à Samoth de Emperor (en Norvège), et Mika Luttinen de Impaled Nazarene (en Finlande). Ces appels se composaient de babillages insensés et de chansons d'enfants ; Luttinen croyait de son côté être menacé de mort par des groupes norvégiens. Le groupe finlandais Black Crucifixion critique Darkthrone comme « obsolète » en raison de ses origines death metal.

#### Hors de Norvège
Bien que l'émergence de la deuxième vague et les meurtres/incendies associés ai concentré les regards sur la Norvège, des scènes "seconde vague" se forment à de multiples endroits en Europe (et même en dehors) au cours des années 1990, en grande partie inspirées par la scène norvégienne, mais aussi par des formations plus anciennes. Citons entre autres : 
- La Pologne, scène fondée par des groupes comme Graveland (fondé en 1991), Behemoth (1991), Lord of Evil (1991), Infernum (1992), Veles (1993), Fullmoon (1993), etc.. Scène souvent associée à la scène NSBM, proche de l'extrême droite.
- La Belgique avec des groupes comme Ancient Rites (fondé en 1988, premier album en 1994) ou Enthroned (1993).
- La France, pionière grâce à un collectif underground de musiciens nommé Les Légions noires. Il est formé des groupes Mütiilation (formé en 1991), Torgeist (1992), Vlad Tepes (1993), Belketre (1993), Black Murder (1994), etc. Toujours en France mais en dehors de ce collectif, citons Gorgon (formé en 1991), Prophecy (formé en 1988, première démo en 1992), Blessed in Sin (1993), Osculum Infame (1993) et Funeral/Kristallnacht (1994). On est encore une fois proche de la mouvance NSBM.
- La Finlande avec des groupes comme Impaled Nazarene (formé en 1990), Belial (1991), Goat Vulva (1989), Beherit (formé en 1989, première démo en 1990), Archgoat (première démo en 1991), Diaboli (1992), Barathrum (1992), et d'autres.
- Les États-Unis, avec des groupes comme Von (formé en 1987, démo culte en 1992), Demoncy (première démo en 1990), Profanatica (1990), Crucifier (1990), Grand Belial's Key (1992), Judas Iscariot (1992), Black Funeral (1993), Havohej (1993), Black Witchery (1996) émergent pendant ce temps aux États-Unis.

Viendra ensuite, assez vite (fin des années 1990), la vague dite « commerciale » de la scène, avec des groupes pourtant issus de la seconde vague (et au départ confidentiels) comme Cradle of Filth (anglais, formé en 1991 par Dani Filth) ou Dimmu Borgir (norvégien, formé en 93 par Shagrath et Silenoz) pour ne citer que les plus connus.

## Caractéristiques
Le black metal se caractérise avant tout par une musique crue et agressive aux atmosphères sombres. Ce son est produit par des tempos rapides, un chant hurlé en voix de tête souvent relativement aigüe, la guitare est omniprésente et agressive avec des tremolo picking, de fortes distorsions, des blast beat à la batterie, et des morceaux non conventionnels. Il peut être très brut et violent, mais il peut aussi favoriser la recherche d'atmosphères sombres et oppressantes. Une autre caractéristique du black metal est son imagerie médiévale et/ou satanique avec par exemple l'utilisation du célèbre corpse paint.

### Guitares

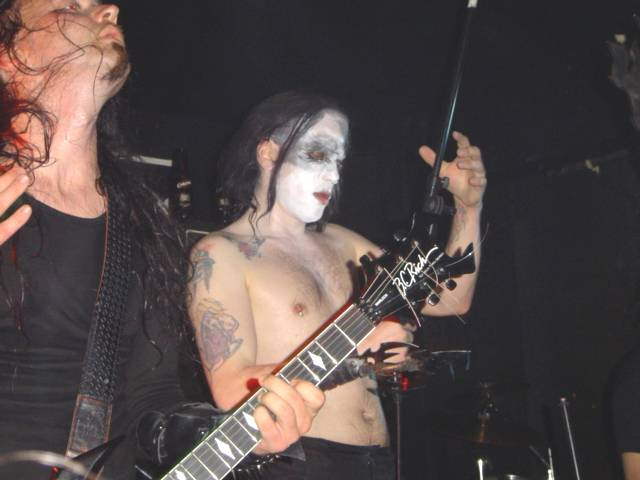
Mayhem, sur scène en 1998.

De manière générale, les guitares dans le black metal sont rapides et sont soumises à une distorsion élevée. L'égalisation du son fait souvent la part belle aux fréquences aiguës, à l'inverse, on notera que les basses sont souvent atténuées de façon à s'éloigner du son typique des autres styles de metal. Les guitares sont souvent jouées avec des techniques dites alternate picking et tremolo picking,,. Ce dernier peut être appliqué à des accords complets, généralement, mineurs. Cependant, certains groupes (par exemple Emperor et Immortal) utilisent également un son propre (clean), sans distorsion lors de certains passages de leurs compositions. Un accordage standard ou en ré complet donc d g c f a d  est préféré pour les guitares de black metal contrairement aux guitares du death metal qui utilisent souvent des accords plus bas. La gamme chromatique élevée ou descendue depuis un point central est utilisée fréquemment afin de créer une atmosphère malsaine, la gamme harmonique mineure est également fréquemment sollicitée par les guitaristes de ce style.
Les guitaristes de référence sont : Euronymous (Mayhem), Varg Vikernes (Burzum), Infernus (Gorgoroth), Jon Nödtveidt (Dissection), Abbath et Demonaz (Immortal), Nocturno Culto (Darkthrone), Ihsahn et Samoth (Emperor), Satyr (Satyricon), Ivar Bjørnson (Enslaved), Snorre Ruch (Thorns), Lord Ahriman (Dark Funeral), Obsidian Claw (Keep of Kalessin), Morgan Steinmeyer Håkansson (Marduk) et Nornagest (Enthroned).

### Basse
La basse sert généralement à rendre le son plus profond : elle est souvent noyée dans le mixage ou recouverte par l'omniprésence de la batterie. On peut mieux l'entendre lorsque guitares et batteries se taisent (lors de break par exemple). Le son de la basse peut être relativement clair ou avoir une forte distorsion, lui conférant un son proche de la guitare (comme sur l'album Under a Funeral Moon de Darkthrone). Tout comme la guitare, la rapidité d'exécution est de mise et la technique du tremolo picking est très répandue. Les bassistes du black metal jouent généralement au médiator, à quelques exceptions près (B-War (ex-Marduk) ou ICS Vortex (ex-Dimmu Borgir) qui utilisent leurs doigts pour pincer les cordes)[réf. nécessaire]. Le groupe grec Necromantia se distingue en remplaçant la guitare rythmique par une basse huit cordes (jouée par Baron Blood), en duo avec la basse quatre cordes de Magus Wampyr Daoloth. De nombreux bassistes sont aussi chanteurs, comme ICS Vortex (ex-Dimmu Borgir), Grutle Kjellson (Enslaved) ou Abbath (Immortal, avant qu'il ne reprenne la guitare de Demonaz)[réf. nécessaire].
Les bassistes de référence sont : Abbath (Immortal), Ole Jørgen « Apollyon » Moe (Immortal, Aura Noir, ex-Dødheimsgard), Grutle Kjellson (Enslaved), ICS Vortex (ex-Dimmu Borgir, Borknagar), Nagash (The Kovenant, ex-Dimmu Borgir), B-War (ex-Marduk), Jørn « Necrobutcher » Stubberud (Mayhem), King ov hell (ex-Gorgoroth - God seed), Phorgath (Enthroned - Emptiness), Hugh Mingay (Arcturus, ex-Ulver), Magus Wampyr Daoloth et Baron Blood (Necromantia)[réf. nécessaire].

### Voix

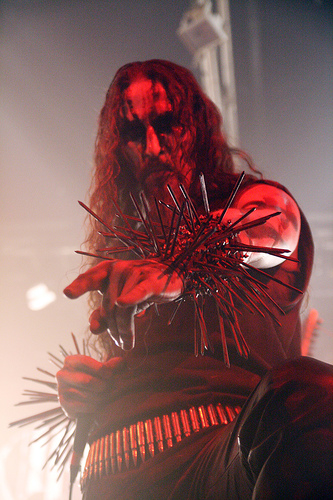
Gaahl, chanteur du groupe Gorgoroth.

Le black metal pousse à son paroxysme le chant écorché et guttural du metal pour en faire une incarnation de l'enfer : un cri éraillé, malsain, qui rappelle la torture, la haine ou encore l'angoisse existentielle et la souffrance (comme le chant si particulier de Varg Vikernes de Burzum). Le chant du black metal trouve son origine dans le chant de Cronos (Venom) qui reprend lui-même en l'accentuant le chant éraillé de Lemmy Kilmister de Motörhead afin de s'accorder à la thématique infernale du groupe. Quorthon de Bathory s'inspirera de celui de Cronos en allant encore plus loin (et avec beaucoup de réverbération) : ainsi naquit le chant « black », autour de 1985 et de l'album The Return.

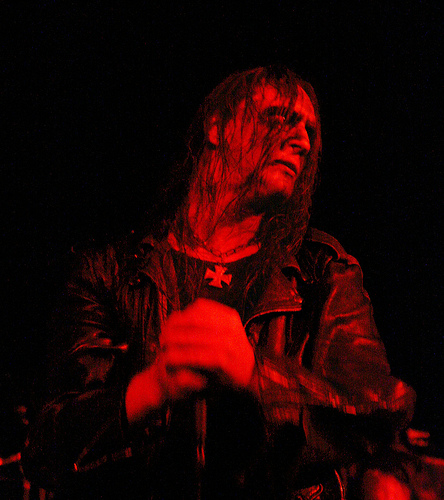
Mortuus, chanteur du groupe Marduk.

Le style à ses débuts n'a pas beaucoup d'adeptes (sauf quelques jeunes norvégiens qui fonderont Mayhem), éclipsé par le thrash metal américain. Les styles vocaux de Venom et Celtic Frost vont influencer ceux de Tom Araya de Slayer, qui influencera lui-même une autre génération de chanteurs extrêmes, dans un registre moins aigu et satanique que Bathory. Jeff Becerra de Possessed et Chuck Schuldiner de Death inventent le Death metal et ses techniques vocales graves et gutturales dans la seconde moitié des années 1980. C'est en Scandinavie (fin des années 1980, début des années 1990) que renaîtra le black metal de Quorthon, grâce au groupe norvégien Mayhem et à son tristement célèbre chanteur suédois Per Yngve Ohlin, alias « Dead » (le bien nommé : son penchant pour la mort le conduira au suicide), dont les styles vocaux criards et haineux (qui sont le prolongement naturel de sa sincère passion mortifère) deviendront la référence en la matière. Vont alors naître une série de « vocalistes » de talent au cœur de l'underground norvégien puis européen, avant que le genre devienne une mode et qu'il soit de bon ton, soit d'être original, soit de respecter la tradition à la lettre.
Techniquement, on parle de grunt (technique consistant en un éraillement grave et rauque)[réf. nécessaire], de growl (méthode similaire au grunt, mais provoquant une sorte de sifflement dû à la position de la bouche et de scream (hurlement - cette pratique vocale étant également utilisée dans d'autres styles musicaux, comme le hardcore ou le grind). Un effet de réverbération est souvent ajouté sur la voix pour amplifier les cris et pour donner un son plus caverneux. Certains chanteurs alternent différentes techniques vocales extrêmes (scream, grunt, growl, murmures, notamment). Le plus emblématique est Dani Filth du groupe anglais Cradle of Filth qui utilise un large spectre de techniques, passe des unes aux autres au cours de ses chansons et maîtrise les cris suraigus. Le hongrois Attila Csihar (Mayhem) possède lui aussi un large spectre vocal, avec une prédilection pour les graves profonds. Sa technique est proche de celle du chant diphonique[réf. nécessaire].
Contrairement aux idées reçues, il n'y a pas que des voix hurlées dans le black metal : certains groupent utilisent des voix claires, soit comme techniques principales (tels que Primordial et Arcturus), soit en alternance avec la voix « black ». C'est le cas de certains groupes de black metal symphonique qui utilisent des ensembles de chœurs avec leur orchestrations classiques (Dimmu Borgir), ou des chants féminins (Cradle of Filth). Les voix claires les plus répandues dans le black metal sont les voix d'hommes, tirant généralement vers les graves et rappelant des chants guerriers et virils, utilisées en tant que chœurs (surtout dans les groupes dits « viking ») ou comme chants solo. Ainsi dans le groupe Enslaved on alterne entre les voix « black » de Grutle Kjellson et le chant clair et aérien de Herbrand Larsen. Ihsahn, chanteur-guitariste d'(Emperor), est capable d'assurer les deux types de chant (clair et hurlé). Kristoffer « Garm » Rygg, qui, avant d'abandonner les voix « black » pour se consacrer aux voix claires, était la référence du chanteur maîtrisant à la fois des vocaux « black » particulièrement haineux et un chant clair aux multiples facettes, comme il en fit la démonstration sur les albums d'Ulver (Bergtatt - Et Eeventyr i 5 Capitler (1995)), Arcturus (Aspera Hiems Symfonia (1996), La Masquerade Infernale (1997)) ou Borknagar (The Olden Domain (1997)). Parmi les chanteurs à voix claire dans le black metal, on compte Lazare (Borknagar, Solefald et ICS Vortex (ex-Dimmu Borgir, Borknagar, Arcturus)[réf. nécessaire].
Les chanteurs de référence sont : Dead (Mayhem), Nocturno Culto (Darkthrone), Gaahl (Gorgoroth), Satyr (Satyricon), Legion (ex-Marduk, ex-Devian, ex-Witchery), Nattefrost (Carpathian Forest), Abbath (Immortal), Mortuus (Marduk, Funeral Mist), Maniac (Mayhem) puis Attila Csihar (Mayhem), Ihsahn (Emperor), Varg Vikernes (Burzum), Nornagest (Enthroned), ICS Vortex (ex-Dimmu Borgir, Borknagar, Arcturus), Grutle Kjellson (Enslaved), Kristoffer « Garm » Rygg (Ulver, ex-Borknagar, ex-Arcturus), Dani Filth (Cradle of Filth)[réf. nécessaire].

### Batterie
Le black metal, du fait de son style rapide, foisonnant, extrême et à la fois diversifié requiert un dispositif très volumineux et complet du set de batterie. Une double pédale ou une double grosse caisse sont nécessaires à l'interprétation du black metal. La double grosse caisse permet d'éliminer certains frottements par rapport à la double pédale, ce qui permet une augmentation de la sensibilité et surtout de la vitesse maximale d'exécution. De plus, la double grosse caisse est souvent plus appréciée car elle permet une allure plus imposante et massive du set de batterie. Cependant l'utilisation d'une double pédale permet un gain de place lors du transport du matériel. C'est pourquoi seuls les batteurs membres d'un groupe relativement connu, et donc possédant des moyens nécessaires utilisent la double grosse caisse. Les batteurs utilisent en moyenne cinq toms : trois ou quatre tom-toms, placés au-dessus des grosses caisses, ainsi qu'un ou deux floor-toms à droite du batteur (pour un batteur « droitier »). Ceux-ci sont placés du plus aigu au plus grave, de gauche à droite. Ils permettent l'exécution de « descentes » de toms très virtuoses, la plupart du temps de l'aigu au grave, donnant au black metal cette célérité qui le caractérise. La caisse claire couramment utilisée mesure 14 pouces de diamètre ce qui permet une attaque moins sèche ce qui a pour effet l'homogénéisation du son dégagé par le set entier[réf. nécessaire].
La présence de nombreuses cymbales contribue à la grande taille du set : la plupart du temps, on trouve une charleston, une ride, deux ou trois crashs, deux chineses et un splash. Une structure en acier appelée rack permet un maintien solide de l'ensemble des accessoires du set : les toms et les cymbales sont montés sur des perchettes, fixées sur le rack. L'utilisation du rack permet d'éviter la présence de nombreux pieds ainsi qu'un gain de temps et de simplicité lors du montage/démontage du set (pour les groupes qui en ont les moyens). Dans le black metal les batteurs utilisent majoritairement des triggers (capteurs et non microphones) et ce, pour plusieurs raisons : Les triggers permettent une extrême régularité dans l'intensité de la frappe (et non dans la fréquence), ce qui permet au batteur de pouvoir jouer très vite sans avoir de perte de volume sonore, a fortiori quand on sait que les parties de batterie en black metal sont très éprouvantes physiquement pour l'instrumentiste. Les triggers permettent aussi d'avoir un son beaucoup plus défini et précis que des microphones, ce qui les rend très appréciés dans le black metal[réf. nécessaire].
Le « blast beat » est le motif le plus caractéristique du black metal à la batterie. Il consiste à frapper en alternance ou simultanément la caisse claire ainsi que la charleston (ou hi-hat) en double croche, en même temps que la grosse caisse débite en triples croches ou doubles croches en frisé (un coup de chaque pied alterné) selon le cas. Cet exercice est extrêmement éprouvant pour le batteur qui l'exécute. La vitesse de référence, proche de la vitesse maximale d'exécution du blast est d'environ 120 à la noire : on peut par exemple entendre un blast à 120 à la noire (240 à la croche) au début de la chanson « Blessings upon the throne of tyranny » de Dimmu Borgir, ici interprété par Nicholas Barker[réf. nécessaire]. Bien qu'étant un batteur de death metal, George Kollias (d'après son DVD pédagogique) du groupe Nile est capable d'exécuter un blast beat à 280 BPM. Le « gravity blast » est un cas particulier du blast. Il est identique au niveau des pieds et de la charleston. Seule la manière de frapper la caisse diffère. En effet, ici le batteur utilise le cercle de la caisse claire comme point d'appui, comme axe, pour permettre de frapper la caisse claire même lorsque la baguette est remontée. Ceci a pour effet une diminution du volume sonore de la caisse claire mais surtout une multiplication par deux de la vitesse de frappe. Notons que l'utilisation de triggers sur la caisse claire permet de pallier la diminution d'amplitude sonore de celle-ci lors d'un gravity blast. Mais cette technique reste quand même assez rare dans le black metal (Tremor (Impiety), Bornyhake (Enoid)).  On utilise aussi beaucoup ce que l'on pourrait appeler le motif « basique » (quoique non simpliste) ou « de référence » qui consiste à battre des doubles croches (ou triple) à la grosse caisse ainsi que des croches ou noires sur une cymbale (selon l'effet recherché) à la main droite, et en battant le deuxième et quatrième temps (dans le cas d'une mesure en 4/4) avec la caisse claire. Ceci s'applique tout aussi bien dans le cas d'une métrique ternaire[réf. nécessaire].
Les batteurs de référence de black metal sont principalement : Gylve « Fenriz » Nagell (Darkthrone), Robert « Inferno » Prominski (Behemoth), Emil Dragutinovic (ex-Marduk, The Legion, Devian), Nicholas Barker (ex-Cradle of Filth, ex-Dimmu Borgir), Jan Axel « Hellhammer » Blomberg (Mayhem, Arcturus, ex-Dimmu Borgir, ex the Kovenant), Kjetil Vidar « Frost » Haraldstad (Satyricon, 1349), Bornyhake (Enoid, Borgne), Vegar « Vyl » Larsen (Keep of Kalessin), Matte Modin (Dark Funeral), Reidar « Horgh » Horghagen (Immortal), Bard « Faust » Eithum (Emperor), Trym Torson (Emperor, Zyklon, ex-Enslaved)[réf. nécessaire].

### Atmosphères et structures
Les morceaux de black metal ont souvent une structure anormale qui évite les segments de refrains et de couplets et qui utilise des passages instrumentaux étendus et répétitifs avec moins de chant que dans les autres genres de metal. Le black metal se concentre moins sur les rythmes dynamiques que le death metal. Même si une minorité de groupes de black metal adopte la complexité rythmique propre au death metal, ils utilisent généralement quelques-unes des caractéristiques listées dans cette section pour être classifiés dans le black metal[réf. nécessaire].
Quelques groupes de black metal se servent de claviers afin d'imiter un clavecin, un violon, un orgue ou encore un chœur. Ce choix apporte une dimension symphonique à leur musique et rappelle les chœurs d'église. Ces groupes sont généralement classés dans le genre du black metal symphonique. Certains groupes de ce genre, comme le groupe Dimmu Borgir, ont enregistré avec des orchestres symphoniques. Généralement, les albums de black metal sont produits avec un minimum de production. Cela est fait volontairement, soit comme une forme de protestation contre la musique grand public, soit comme un moyen de créer une atmosphère. Comme mentionné plus haut, cette qualité de son médiocre est atteinte en éliminant les fréquences sonores du milieu, ce qui ne laisse que les fréquences plus hautes et les fréquences plus basses. Il est souvent dit que c'était à cause d'un très petit budget, mais souvent, ce n'était pas le cas. Ce style de production est souvent considéré comme un élément essentiel du « vrai » black metal, Transilvanian Hunger de Darkthrone étant un album hautement influent utilisant ce style de production.

### Imagerie et thèmes

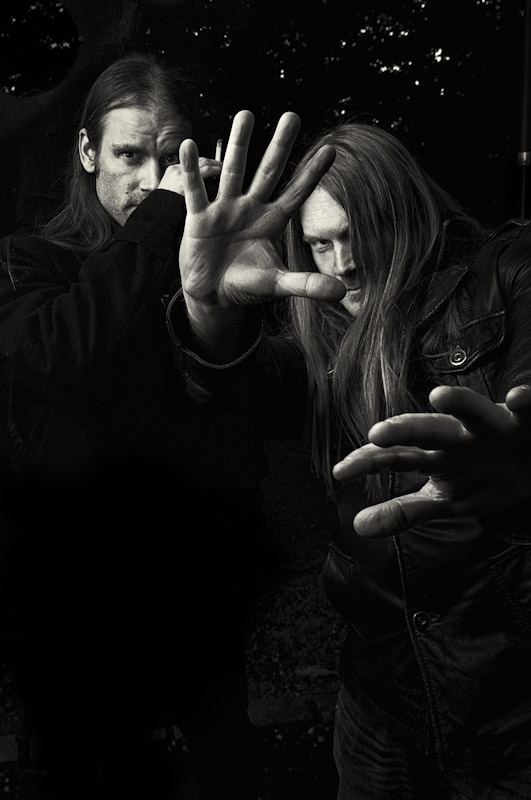
Hoest (Taake) et Nocturno Culto (Darkthrone).

L'imagerie des groupes de black metal est souvent froide, sombre, triste, mélancolique, réflective, tragique, méditative. Beaucoup de musiciens de black metal adoptent un style vestimentaire « néo-médiéval » qui peut inclure des éléments en cuir, des clous, des éléments sadomasochistes, des armures et armes archaïques, et des peintures faciales appelées corpse paint. La plupart des musiciens de black metal décident d'adopter des pseudonymes, souvent inspirés de personnages occultes ou imaginaires. La grande majorité des groupes de black metal portent un intérêt certain à l'Histoire médiévale, notamment celle de la Scandinavie. L'imagerie viking, celtique, ou plus globalement germanique y est très présente, afin d'accentuer le côté occulte et obscur de cette musique.
Des paroles généralement centrées sur le satanisme, le paganisme, ou l'occulte. Les paroles peuvent aussi contenir des blasphèmes visant le christianisme. Des paroles célébrant l'hiver, le froid, la nuit, l'obscurité, la littérature et la poésie, les forêts, la haine, le patriotisme, la mélancolie, la mort, les troubles psychiques (la dépression, la schizophrénie et le trouble bipolaire, notamment) et les autres environnements naturels de l'Europe du Nord, propres à l'imaginaire du black metal. Ces thèmes peuvent aussi refléter les origines scandinaves du black metal. Des thèmes récurrents à tendances néo-nazi peuvent se traduire à travers les paroles des groupes pratiquant le NSBM (acronyme de National socialist black metal), mais aussi à travers des groupes qui veulent afficher leur convictions, sans nécessairement centrer leurs textes sur ces thèmes, ni en s'affichant comme étant du NSBM. De plus en plus souvent, des thèmes de guerre, de rejet des autres, de désolation (parfois apocalyptique). Les paroles sont aussi souvent inspirées par la fantasy, en particulier par les ouvrages de J. R. R. Tolkien ou de H. P. Lovecraft. Par exemple, le groupe autrichien Summoning se concentre presque exclusivement aux mondes fictifs décrits par Tolkien. Ou encore, le projet solo Burzum dont le nom signifie « ténèbres » dans le noir parler de Sauron, et le projet musical solo Isengard créé par Fenriz (Darkthrone). D'autres groupes créent leurs mondes imaginaires, comme le groupe Immortal, qui décrit un royaume fictif du nom de Blashyrkh (prononcé Blach-irk), gouverné par un roi du nom de Ravendark.

## Concerts

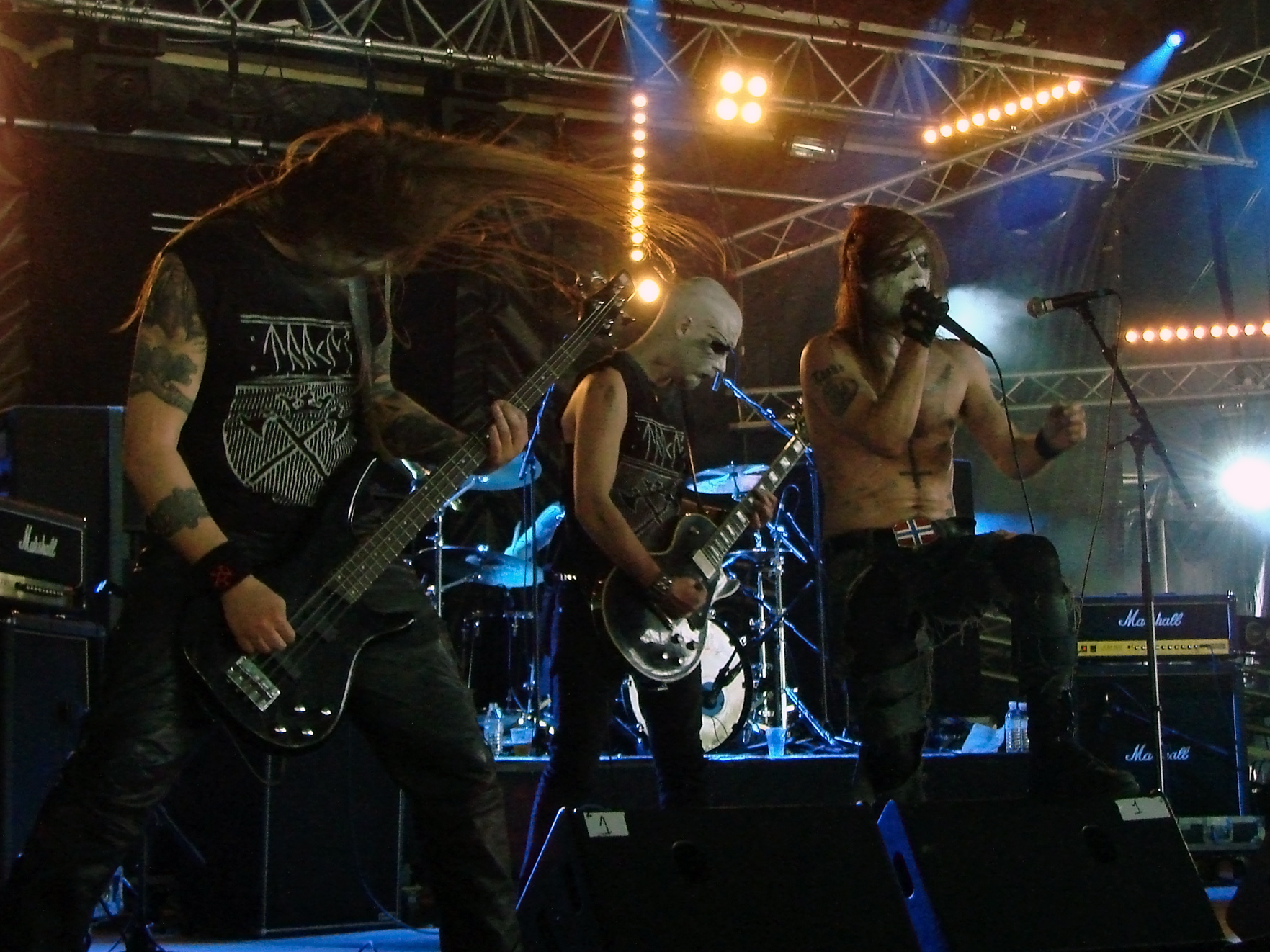
Taake, sur scène au Hellfest en 2008.

Tous les groupes avec un line-up complet, comme Gorgoroth, Enthroned et Dark Funeral jouent live. Ces groupes utilisent souvent des mises en scène théâtrales dans leurs concerts en cohérence avec leur musique. Ces mises en scènes sont souvent macabres, notamment du fait de la présence sur scène d'animaux morts, comme dans certains concerts de Mayhem, de Gorgoroth, Watain. Contrairement aux autres genres musicaux où les concerts en live sont considérés comme un élément essentiel du genre, beaucoup de groupes de black metal ne jouent pas en live,.
Certains groupes refusent de jouer en live, par exemple Blut aus Nord. D'autres groupes, comme Clandestine Blaze, Burzum et Leviathan ne peuvent pas jouer en live, car leur groupe n'est composé que d'un seul membre. Par contre, quelques groupes qui n'incluent qu'un membre, comme Nargaroth, font des concerts avec des musiciens additionnels recrutés spécialement pour jouer en live. Une partie des groupes de black metal utilisent aussi des effets (comme des boîtes à rythmes, des effets de mixages complexes, et des sons d'ambiance) qui souvent, ne sont pas adaptés à la scène live.

## Divisions stylistiques
Selon la sonorité du black metal, il existe deux types de groupes : « ceux fidèles aux racines du genre, et ceux ajoutant des éléments progressifs. » Les premiers se persuadent que le genre doit rester minimaliste – joué seulement dans le style guitare-basse-batterie, notamment. Un musicien notable prônant ce style est Blake Judd, de Nachtmystium. Malgré une ressemblance esthétique, le black metal n'a aucun lien de parenté avec la communauté gothique. Cela est dû à une méconnaissance générale du grand public qui assimile souvent le heavy metal au satanisme et le satanisme au look gothique. Depuis les années 1990, différents styles de black metal ont vu le jour et certains ont fusionné le style norvégien de black metal avec d'autres genres.
- Ambient black metal. L'ambient black metal est un genre de black metal qui repose sur l'incorporation de textures atmosphériques, parfois rêveuses, et qui est donc moins agressif. Il fait souvent appel à des synthétiseurs ou à des instruments classiques, généralement pour les mélodies ou le « chatoiement » éthéré au-dessus du mur de son produit par les guitares. Le rythme de la musique est généralement lent ou moyen, avec une utilisation rare de blast beat, sans changements brusques, et présente généralement des mélodies et des riffs qui se développent lentement, parfois de manière répétitive, ce qui le différencie des autres styles de black metal. Les sujets abordés concernent généralement la nature, le folklore, la mythologie et l'introspection personnelle[69]. Les artistes incluent Summoning[70], Agalloch[71], et Wolves in the Throne Room[71].

- Black 'n' roll. Le black 'n' roll est un genre de black metal qui incorpore des éléments de hard rock et de rock and roll des années 1970[72]. Des groupes de black 'n' roll incluent Examples of black 'n' roll bands include Carpathian Forest[73], Kvelertak[74], Vreid[75] et Khold[72],[76]. Des groupes comme Satyricon[72],[77],[78], Nachtmystium[79], Nidingr[80], Craft[72], et Sarke ont également expérimenté le genre[81]

- Blackened death metal. Le blackened death metal mêle death metal et black metal[82],[83]. Des exemples de groupes de blackened death metal sont Belphegor[84], Behemoth[85], Akercocke[86] et Sacramentum[87].

- Blackstep. Le blackstep est un style attribué au groupe Phuture Doom. Il allie le black metal et le brostep qui est un genre de musique électronique lancé en 2006 au Royaume-Uni

- Black doom. Le black doom, connu aussi sous le nom de blackened doom, allie doom metal et black metal[88],[89]. Des exemples de groupes de Blackened doom sont Barathrum[90], Forgotten Tomb, Woods of Ypres[91].

- Black metal acoustique. Le black metal acoustique est un style inventé par Impaled Northern Moonforest, l'un des projets parallèles de Seth Putnam (chanteur d'Anal Cunt). Ce style se moque ouvertement du côté minimaliste du black metal, ponctué ici par une absence totale de structure musicale, laissant place à une improvisation assez hasardeuse, et des paroles hurlées de façon aléatoire. D'autres exemples incluent Aaron Burrr, Sjeverna Mistika ou encore Grunt.

- Black metal dépressif .Le black metal dépressif, aussi appelé depressive black metal (DBM), suicidal black metal (SBM) ou depressive suicidal black metal (DSBM), axé sur les thématiques dépressives et suicidaires. Shining, Lifelover sont associés a ce style et également Silencer dont le chanteur Nattramn a fait beaucoup parler de lui et laisse place à de nombreuses légendes autour de sa personnalité (il se serait livré à des actes d'automutilation durant l'enregistrement de leur seul et unique album Death - Pierce Me sorti en 2001).

- Black metal psychédélique. Le black metal psychédélique est un sous-genre du black metal qui utilise des éléments psychédéliques[92]. On peut citer Oranssi Pazuzu[92],[93],[94], Nachtmystium[94], Deafheaven[94], Woe[94], Amesoeurs[94], et In the Woods...[95].

- Black metal symphonique. Le black metal symphonique est un style de black metal qui intègre des éléments symphoniques et orchestraux. Cela peut inclure l'utilisation d'instruments qu'on trouve dans les orchestres symphoniques (violon, violoncelle, flûte), chant lyrique et des guitares avec moins de distorsion. Des exemples de groupes de black metal symphonique sont Carach Angren (groupe), Dimmu Borgir, Carpathian Forest.

- Folk, viking et pagan metal. Le viking metal allie le style black metal nordique avec la musique folk nordique et se concentre sur les thèmes Vikings. Le viking metal a souvent un son black metal dur, qui peut être « complété par de tristes mélodies[96]. » Les parties vocales combinent cris aigus et chant « clair »[97]. L'origine du viking metal peut être attribuée à l'album Blood Fire Death (1988) et Hammerheart (1990) par le groupe suédois Bathory[98]. Le pagan metal est une musique metal dont les paroles et les images mettent l'accent sur le paganisme. Le groupe norvégien In the Woods... est l'un des premiers groupes communément considérés comme du pagan metal[99]. Dans les années 1990, des groupes comme Cruachan[100] et Primordial[99],[101] commencent à mélanger black metal avec la musique folk irlandaise.

- Post-black metal. Le post-black metal est un terme générique pour les genres qui expérimentent au-delà des conventions du black metal et élargissent leurs sons, évoluant au-delà des limites du genre[102]. Parmi les groupes notables, citons Myrkur[103], Alcest[104] Bosse-de-Nage[105] et Wildernessking[106].
  - Blackgaze. Le blackgaze est un terme pour les groupes et artistes qui allient le black metal et le shoegazing. L'un des principaux groupe est Alcest, un groupe français.